# Thaddeus Young
Thaddeus Charles Young Sr. (* 21. Juni 1988 in New Orleans, Louisiana) ist ein US-amerikanischer Basketballspieler, der zuletzt bei den Phoenix Suns in der National Basketball Association (NBA) unter Vertrag stand. Vor seiner Profilaufbahn besuchte er das Georgia Institute of Technology und studierte Management.

## Kindheit und Highschool
Young wurde als Sohn von Lula Hall und Felton Young in New Orleans geboren. Als er in der vierten Klasse war, zog die Familie nach Memphis in Tennessee um. Sein Vater spielte von 1976 bis 1978 für die Jacksonville University und wurde NBA-Draft 1978 von den Buffalo Braves ausgewählt.
Young fing erst in der achten Klasse mit Basketball an, entwickelte sich dann aber auf der Mitchell High School schnell zu einem vielversprechenden Nachwuchsspieler. So wurde er 3 Mal in das All-State Team gewählt, wurde 2005 „TSSAA Class AA Mr. Basketball“, 2006 High-School-Spieler des Jahres im Bundesstaat Tennessee und er wurde ins McDonalds High School American Team gewählt. Außerdem führte er das Team 2006 in das „TSSAA Class AA Finale“, wo man gegen die Liberty Technology Magnet High School antrat.
Als Senior erreichte Young 26,9 Punkte, 13,8 Rebounds, 4,1 Assists, 4,3 Steals und 3,6 Blocks pro Spiel. Er galt als herausragender Athlet und guter Schüler. So erreichte er einen Notendurchschnitt (GPA) von 4,3 – das Maximum beträgt 5,0. Nach der High-School galt er als einer der begehrtesten Spieler für die Hochschulmannschaften.

## College
Young war der jüngste Spieler aller Freshmen 2006. In seiner ersten Saison am Georgia Institute of Technology erreichte er 14,4 Punkte, 4,9 Rebounds und 2,2 Assists je Begegnung. Dabei traf er 47,8 % seiner Feldwürfe und 41,9 % seiner Dreierversuche.
Anschließend meldete Young sich zum NBA-Draft 2007 an.

## NBA
Young wurde im NBA-Draft 2007 an zwölfter Stelle von den Philadelphia 76ers ausgewählt. Am 11. Juli 2007 unterschrieb er den Vertrag bei den Sixers. Am Anfang seiner ersten NBA-Saison spielte Young nur wenig. Sein Rookie-Kollege Jason Smith dagegen wurde wesentlich öfter eingesetzt. In seinem ersten Spiel am 7. November 2007 erzielte er seine ersten Punkte bei einem 94:63-Sieg der 76ers über die Charlotte Bobcats. Er beendete sein Debüt mit 6 Punkten und 3 Rebounds.
Nachdem General Manager Ed Stefanski Kyle Korver im Rahmen eines Tauschgeschäfts abgab, erhielt Young höhere Einsatzzeiten und wechselte sich mit Reggie Evans in der Anfangsaufstellung ab. Über seine gesamte Rookie-Saison hinweg erzielte Young im Schnitt 8,2 Punkte und 4,2 Rebounds pro Spiel. Durchschnittlich erhielt er dabei 22 Minuten Einsatzzeit pro Spiel. Insgesamt spielte er 74 Spiele und stand dabei 22 Mal in der „ersten Fünf“. Seine bis dahin beste Karriereleistung bei Punkten erzielte er am 9. März 2008 gegen die Milwaukee Bucks, als er 22 Punkte erzielte.
Da sich seine Statistiken zum Ende der Rookie-Saison verbesserten, erwartete man in seiner Sophomore-Saison weiterhin steigende Statistiken. Mit nun 15,3 Punkten und 5,0 Rebounds im Schnitt konnte er die Erwartungen erfüllen. Seine neue Karrierebestleistung von 31 Punkten erreichte er am 13. März 2009 gegen die Chicago Bulls. Er wurde in die Sophomore-Auswahl der NBA Rookie Challenge gewählt.
Die 76ers erreichten außerdem die Play-offs, wo Young im Schnitt 12,0 Punkte und 4,5 Rebounds erzielte. Die Sixers verloren jedoch in der ersten Runde mit 2:4 gegen den späteren Finalisten, die Orlando Magic.
Young spielte bis 2014 für die Sixers. In der Saison 2013/14 hatte er sein bestes Jahr, als er 17,9 Punkte, 6,0 Rebounds und 2,1 Steals im Schnitt erzielte. Die Sixers schlossen jedoch die Saison auf dem vorletzten Platz der Eastern Conference ab. Im Zuge des Neuaufbaus bei den Sixers wurde Young im August 2014 zu den Minnesota Timberwolves transferiert.
Im Februar 2015 wechselte er im Tausch für Kevin Garnett zu den Brooklyn Nets. Im Sommer 2015 stieg er zunächst aus dem Vertrag mit den Nets aus, verkündete jedoch kurz darauf seine Vertragsverlängerung. Im Sommer 2016 wurde er für die Draftrechte an Caris LeVert zu den Indiana Pacers transferiert. Er erreichte bei den Pacers als Stammspieler zweimal in Folge die Playoffs.
In der Sommerpause 2019 wurde Young von den Chicago Bulls unter Vertrag genommen.

## Karriere-Statistiken

### NBA

#### Reguläre Saison
| Saison  | Team                  | GP   | GS  | MPG  | FG % | 3P % | FT % | RPG | APG | SPG | BPG | PPG  |
| ------- | --------------------- | ---- | --- | ---- | ---- | ---- | ---- | --- | --- | --- | --- | ---- |
| 2007–08 | Philadelphia          | 74   | 22  | 21.0 | .539 | .316 | .738 | 4.2 | 0.8 | 1.0 | 0.1 | 8.2  |
| 2008–09 | Philadelphia          | 75   | 71  | 34.4 | .495 | .341 | .735 | 5.0 | 1.1 | 1.3 | 0.3 | 15.3 |
| 2009–10 | Philadelphia          | 67   | 45  | 32.0 | .470 | .348 | .691 | 5.2 | 1.4 | 1.2 | 0.2 | 13.8 |
| 2010–11 | Philadelphia          | 82   | 1   | 26.1 | .541 | .273 | .707 | 5.3 | 1.0 | 1.1 | 0.3 | 12.7 |
| 2011–12 | Philadelphia          | 63   | 1   | 27.9 | .507 | .250 | .771 | 5.2 | 1.2 | 1.0 | 0.7 | 12.8 |
| 2012–13 | Philadelphia          | 76   | 76  | 34.6 | .531 | .125 | .574 | 7.5 | 1.6 | 1.8 | 0.7 | 14.8 |
| 2013–14 | Philadelphia          | 79   | 78  | 34.4 | .454 | .308 | .712 | 6.0 | 2.3 | 2.1 | 0.5 | 17.9 |
| 2014–15 | Minnesota / Brooklyn  | 76   | 68  | 32.0 | .466 | .330 | .655 | 5.4 | 2.3 | 1.6 | 0.3 | 14.1 |
| 2015–16 | Brooklyn              | 73   | 73  | 33.0 | .514 | .233 | .644 | 9.0 | 1.8 | 1.5 | 0.5 | 15.1 |
| 2016–17 | Indiana               | 74   | 74  | 30.2 | .527 | .381 | .523 | 6.1 | 1.6 | 1.5 | 0.4 | 11.0 |
| 2017–18 | Indiana               | 81   | 81  | 32.2 | .487 | .320 | .598 | 6.3 | 1.9 | 1.7 | 0.4 | 11.8 |
| 2018–19 | Indiana               | 81   | 81  | 30.7 | .527 | .349 | .644 | 6.5 | 2.5 | 1.5 | 0.4 | 12.6 |
| 2019–20 | Chicago               | 64   | 16  | 24.9 | .448 | .356 | .583 | 4.9 | 1.8 | 1.4 | 0.4 | 10.3 |
| 2020–21 | Chicago               | 68   | 23  | 24.3 | .559 | .267 | .628 | 6.2 | 4.3 | 1.1 | 0.6 | 12.1 |
| 2021–22 | San Antonio / Toronto | 52   | 1   | 16.3 | .518 | .354 | .469 | 4.0 | 2.0 | 1.0 | 0.3 | 6.2  |
| 2022–23 | Toronto               | 54   | 9   | 14.7 | .545 | .176 | .692 | 3.1 | 1.4 | 1.0 | 0.1 | 4.4  |
| 2023–24 | Toronto / Phoenix     | 33   | 6   | 13.3 | .602 | .143 | .400 | 3.1 | 1.7 | 0.7 | 0.2 | 4.2  |
| Gesamt  | Gesamt                | 1172 | 726 | 28.2 | .503 | .328 | .661 | 5.6 | 1.8 | 1.4 | 0.4 | 12.1 |

#### Play-offs
| Saison  | Team         | GP | GS | MPG  | FG % | 3P % | FT % | RPG | APG | SPG | BPG | PPG  |
| ------- | ------------ | -- | -- | ---- | ---- | ---- | ---- | --- | --- | --- | --- | ---- |
| 2007–08 | Philadelphia | 6  | 6  | 26.7 | .480 | .200 | .857 | 4.5 | 0.7 | 1.2 | 0.0 | 10.2 |
| 2008–09 | Philadelphia | 6  | 6  | 38.2 | .449 | .417 | .833 | 4.5 | 1.3 | 1.0 | 0.2 | 12.0 |
| 2010–11 | Philadelphia | 5  | 0  | 25.4 | .417 | .000 | .583 | 5.8 | 0.8 | 0.8 | 0.2 | 11.4 |
| 2011–12 | Philadelphia | 13 | 0  | 21.3 | .429 | —    | .710 | 5.2 | 1.2 | 0.5 | 0.5 | 7.7  |
| 2014–15 | Brooklyn     | 6  | 6  | 31.7 | .439 | .000 | .417 | 7.2 | 2.7 | 0.8 | 0.2 | 10.5 |
| 2016–17 | Indiana      | 4  | 4  | 35.0 | .538 | .250 | .500 | 9.0 | 2.5 | 2.0 | 0.3 | 12.0 |
| 2017–18 | Indiana      | 7  | 7  | 33.9 | .600 | .286 | .385 | 7.7 | 1.4 | 1.7 | 0.9 | 11.3 |
| 2018–19 | Indiana      | 4  | 4  | 32.5 | .429 | .250 | .571 | 7.0 | 3.8 | 2.8 | 0.8 | 10.5 |
| 2021–22 | Toronto      | 6  | 0  | 14.5 | .500 | .143 | .250 | 3.0 | 1.7 | 0.8 | 0.2 | 3.3  |
| 2023–24 | Phoenix      | 1  | 0  | 4.0  | —    | —    | —    | 0.0 | 0.0 | 0.0 | 0.0 | 0.0  |
| Gesamt  | Gesamt       | 58 | 33 | 27.3 | .468 | .250 | .606 | 5.7 | 1.6 | 1.1 | 0.4 | 9.3  |